# ワッキー貝山
ワッキー貝山（ワッキーかいやま、1970年7月25日 - ）は、日本のローカルタレント。本名∶貝山 和季。宮城県仙台市出身。仙台育英学園高等学校、東北学院大学卒業。

## プロフィール
1990年4月、劇団麦に入団し役者デビューをする（2007年退団）。
1994年には吉本興業「銀座7丁目劇場」の芸人オーディションに合格。その後サラリーマンを経て、現在は宮城県仙台市を拠点にフリーのタレントとして活動している。吉本興業には古巣としてつながりがあり、M-1グランプリ仙台予選のMCを担当したこともある。
趣味のビンテージ「ガチャガチャ」を研究する「カプセリスト」を自称し、かつての玩具メーカーコスモスの製品からカプセルの自動販売機まで数十万個に及ぶコレクションを収集しているコレクターである。
2013年、双葉社より書籍『愛しのインチキガチャガチャ大全~コスモスのすべて』を、2014年には書籍『素晴らしきインチキガチャガチャの世界 コスモスよ永遠に』発売し、『季刊レポ』が提唱する「笑う本棚大賞2014」大賞を受賞している。『日本懐かしガチャガチャ大全』（タツミブックス）『最終決定版　インチキ・ガチャガチャの真相ーコスモス、その愛ー』（双葉社)、『昭和レトロガチャ　最強コレクション」（グラフィックス社）、コスモス台紙バッチをプロデュースし、ドリームカプセルにて全国及びオンラインで販売。

同じく「ワッキー」という芸名を名乗るペナルティのワッキーとは別人。ワッキーと名乗るのは貝山の方が早く、両者はライブでは「ザ・旬者」、テレビではテレビユー福島『学校が好き』（2005年5月）で共演している。
2007年にM-1グランプリで優勝したサンドウィッチマンとは初舞台のプロデュースをするなど付き合いが古く、サンドウィッチマンからは「兄貴」と言われて慕われている。2018年より花座（仙台市）にて芸人としても活動。「ガチャガチャ漫才」を披露している。「おおさき宝大使」（2019年8月～）「色麻町PR大使」（2025年5月～）としても活動。

## 現在の出演番組

### ラジオ
Date fm
- 『ワッキー貝山のTSUKASA-YA探検隊』

FM山形
- 『WAVE4yamagataEXCEED』（水曜日）

ラジオ3
- 『ワッキー貝山のアイドルソングBANGBANGBANG』

#### インターネットテレビ
Youtube
- 『ワッキー貝山公式ガチャンネル』https://www.youtube.com/user/wakky4649
- 『ティーライズチャンネル』「伊達の大喜利　ガン魂侍」

## 過去の出演番組

### テレビ
東北放送
- 『三陸博 横断すごろく』（1991年）（東北6県ブロックネット）
- 『新春一番初売生放送』（2003年 - 05年）
- 『マンション百科辞典』（2005年）
- 『ふしぎのトビラ』（東北6県+新潟県ブロックネット）（2006年4月 - 07年3月）
- 『サンドのぼんやり〜ぬTV』
- 『日清食品 麺職人ハリセンボン（お笑いコンビ）CM出演権バトル』（2010年7月）
- 『地元応援バラエティ このへん!!トラベラー』（2010年12月）
- 『狩野英孝のナデシコデナイト』(2011年10月 - 12月）- ナレーション
- 『TBC開局60周年記念春一番かっとばせライブ！〜楽天ｘロッテ戦直前生中継』(2012年3月）
- 『復活！TVセンサー１』（2013年4月）
- 『サンドの新春初売』（2014年・17年～19年1月）
- 『ウォッチン!みやぎ』（2015年7月）
- 『サンドのゴールデンぼんやり～ぬTV』（2017年5月）
- 『あなたのイチオシ！は！？』（2018年4月）
- 『ONE SWITCH CAFE』（2018年4月）
- 『笑福！パンサー尾形のみやぎ新春・初売スペシャル！』（2022・23年1月）
- 『MIRAI系アイドルTV』（2022年5月）※TOKYO MX系列
- 『サンドのぼんやり～ぬTV・宮城にマツコさんがやってきてくれたからデラックスにおもてなししちゃうぞSP』(2023年11月）

ミヤギテレビ
- 『モットモットTV』（1992年11月）
- 『親子ふれあいバスツアー』（2001年・03年）
- 『元気一番生テレビ』（2008年、東北6県+新潟県ブロックネット）- ナレーション
- 『OH!バンデス』
- 『ちょっとブレイクタイム』（2016年）
- 『ミテ！キテ！チェック』（2019年）

仙台放送
- 『情報マガジンみやぎ』『たきたて!みやぎDON』（2001年 - 05年）
- 『家ダダッ!』（2001年）
- 『仙台すずめ踊り特番』（2005年）
- 『みちのくYOSAKOIまつり特番』（2005年 - 08年・10年・11年）

東日本放送
- 『八波一起のTVイーハトーブ』（東北6県ブロックネット）（2001年 - 03年）
- 『LIVES TV』※DJ（1997年〜02年）
- 『茂ちゃんの安心リフォーム』（2000年 - 01年）- ナレーション
- 『アルヨ！お歳暮特番』（2011年）

NHK総合仙台
- 『仙台音楽倶楽部』（2006年）

東北放送'テレビユー山形'テレビユー福島
- 『TBC/TUY/TUFテレモール』(2020年12月）

テレビユー福島
- 『突然ど〜も!』（2004年4月 - 05年3月）
- 『農家レストランに行こう』（2005年）
- 『学校が好き!』（2003年10月 - 06年3月）
- 『グーテン』（2006年4月 -10年3月）- 木曜日レポーター
- 『地デジ特番』（2006年6月）
- 『福島検定〜あなたは何点?〜』（2007年3月）
- 『ふくしま駅伝直前SP』（2007年10月・09年11月）- ナレーション
- 『はたらくコドモ』（2008年10月）
- 『福島発・産地美食 〜身近にあったうまいもの』（2010年10月）
- 『キラリ☆ふくしま』（2013年2月）- ナレーション

福島テレビ
- 『特命！生みのおや？特捜班』（2016年９月）※FMSソフト工場（全国放送)

山形放送
- 『鍋対決頂上決戦』（2004年）- ナレーション

テレビユー山形
- 『どよまん -DOYOMAN-』（2010年6月・16年4月～18年11月・19年5月）
- 『山形県高校駅伝特番』（2010年 - 12年）
- 『宴会特番』（2010年11月）
- 『ラーメン＠10杯DEナイト』（2011年3月）
- 『ワッキー貝山の食べ放題、飲み放題、○○放題（2011年11月）
- 『秋はまんぷく 肉肉special』（2012年8月）
- 『秋はまんぷく 肉三昧special』（2013年9月）
- 『ワッキーワンダフル ウィークエンド』[8](2010年4月～16年4月）
- 『やまがたカラオケバトル～夜のカラオケ歌姫決定戦』（2017年3月・11月・19年3月）
- 『お得ネットTV2017』（2017年7月）
- 『やっちゃうぞ！？8時間生放送』（2018年6月）
- 『鈴木奈々プロデュース本日誕生！生放送！やまがたグルメ新名物！』（2018年9月）
- 『放送1000回記念どよまん -DOYOMAN-みんな一緒に楽しまNight！』（2019年10月)

山形テレビ
- 『湯ッタリート列伝』（2022年11月）

岩手めんこいテレビ
- 『宴会探検隊part2』（2004年11月）

秋田朝日放送
- 『あきたYOSAKOIキッズまつり』（2006年～22年）

NHK総合テレビジョン
- 『日曜スタジオパーク』（2005年）
- 『熱中時間』（全国・全世界放送）(2009年4月）
- 『バナナ♪ゼロミュージック』（2017年1月・3月）
- 『ごごナマ』（2017年9月）
- 『所さん!大変ですよ』（2018年5月）

NHK教育テレビジョン
- 『沼にハマってきいてみた』（2025年5月）

日本テレビ
- 『くちコミ☆ジョニー!』（2007年）
- 『シューイチ』(2015年3月8日）[9]
- 『ZIP!』（2022年3月11日）

TBS
- 『さんまのSUPERからくりTV』(2008年）※「からくりビデオレター」※サンドウィッチマン先輩として登場。
- 『櫻井有吉アブナイ夜会』(2014年7月10日）[10]
- 『WADAIの王国』(2015年2月19日）[11]
- 『マツコの知らない世界』(2015年3月）※ガチャガチャ資料提供クレジットのみ
- 『サタデープラス』（2018年2月）
- 『中居正広の金曜日のスマイルたちへ』（2019年3月）
- 『大泉サンドの年2会』（2025年5月）

フジテレビ
- 『力あわせてゴーゴゴー!!』（2003年）
- 『めざましテレビ』（2005年)
- 『ウチくる！？』（2016年）
- 『全力!脱力タイムズ』（2017年9月）
- 『超逆境クイズバトル!! 99人の壁』（2018年12月・22年5月)
- 『石橋貴明のたいむとんねる』（2018年12月）
- 『ノンストップ!』（2022年11月）※カプセルトイ研究者として
- 『鶴瓶サンドの夏旅2024』（2024年8月）

テレビ朝日
- 『お願い!ランキング』（2010年3月）
- 『マツコ&有吉の怒り新党』（2015年5月20日）コスモスのガチャガチャ特集の有識者として[12]
- 『タカアンドトシの道路バラエティ!? バスドラ』（2015年6月15日）[13]
- 『ロンドンハーツ』（2022年3月1日）※サンドウイッチマン伊達友達ランキング10位

テレビ東京
- 『開運!なんでも鑑定団』（2005年）
- 『孤独のグルメ』シーズン9 第9話（2021年9月4日） - 客 役

テレビ埼玉・千葉テレビ・テレビ神奈川3局ネット
- 『1230アッと!!ハマランチョ』（2008年10月）- ナレーション

広島ホームテレビ
- 『アグレッシブですけど、何か?』（2009年6月29日・7月6日）※ローカルMCサミット（2011年9月 - 10月）※ローカルタレントサバイバー

NHK名古屋放送局
- 『まるっと』（2018年6月）

テレビ愛知
- 『お宝ちゃん』（2020年12月）

宮城ネットワーク（J:com仙台局）
- 『SMILE TV』（1998年 - 2000年）
- 『じゃらん旅のナビゲーター』（2002年 - 06年）- ナレーション（全国放送）
- 『お笑いライブザ・旬者』（2001年 - 05年）
- 『ASIAN SKY』（2004年 - 06年）- ナレーション
- 『仙台七夕花火祭中継』（2007年 - 10年・17年）
- 『全国花火競技大会中継』（2007年・08年）
- 『仙台光のページェントサンタの森の物語生中継』（2007年 - ）
- 『J:COM初売り情報』（2012年 - 16・18・19年）
- 『HOME TOWN 大好きだっちゃ!』（ - 2012年）
- 『青葉祭り特番』（2013年6月）- ナレーション
- 『スポCOM:TV』（2012年4月 - 14年3月）- ナレーション
- 『カラフルJタウン』(2012年4月 - 15年3月）
- 『ゴゴイチ☆スタジオ』(2015年）
- 『ぶらりワキ道』（2012年4月- 15年9月）
- 『旅ナビ!トラベリング☆ガール』（- 2015年9月）- ナレーション
- 『八木山動物公園タイム』（2015年11月 -16年1月 ）※ナレーション
- 『デイリーニュース』（2016年6月）※一球入魂　ナレーション
- 『荒井フェス・富谷祭り　特番生放送』（2017年9月・11月）
- 『長っと散歩』※ナレーション（2019年）
- 「震災特別番組2020明日へつなぐ声～ここから伝える～」※ナレーション(2020年）※気仙沼ケーブルテレビ・宮城ケーブルテレビ・大崎ケーブルテレビ・仙台CATVネット放送
- 『仙台なるほど調査隊』（2018年7月～21年11月）
- 『Liveニュース』(2022年1月～23年9月)

仙台CATV
- 『みんなのテレビ』（2020年10月）

マリネット塩釜ケーブルテレビ
- 『おらほの、もてなし』
- 『LEOの珍道中』

NHK　WORLD
- 『JAPANOLOGY PLUS』（2017年6月）※BS1

BSTBS
- 『バイきんぐ・ともこのピッカピカー査定団』（2018年１月）

BSフジ
- 『めざましテレビ公認 くりでん冬ロマン』（2006年2月）
- 『めざましテレビ公認 わがまま気まま旅気分 宮城の夏旅』（2006年8月）

ファミリー劇場
- 『ますだおかだの出たぁトコ勝負』（2006年4月）

BSジャパン
- 『開運!なんでも鑑定団 極上!お宝サロン』(2016年6月・9月)

BS松竹東急
- 『松本幸四郎が沼る』(2022年4月・10月・24年3月)

#### インターネットテレビ
dTV
- 『いい大人がハマる世界』（2015年7月）

ニコニコ動画
- 『チャレンジマッチ　レイアVS3球団選抜』※実況（2016年6月）

ブシロードTV
- 『徳井青空のガチャガチャした話』（2017年6月）

Youtube
- 『ワッキー貝山公式チャンネル新旧ガチャガチャ紹介』（2017年４月～）
- 『仙台育英オープンキャンパス2020』（2020年6月・7月）
- 『オオサキユノラジチャンネル』（2021年4月～22年3月）
- 『地球ジャーナルゆあちゃん「責任編集長周来友」』(2022年4月)
- 『ワッキー貝山が行く!!ガチャの旅in色麻町』(2022年～)
- 『Kuriharaism（栗原市移住PR）』(2024年)

### ラジオ
東北放送（TBCラジオ）
- 『HEIWAハッピースロットルクイズ』（1999年4月 - 2004年3月）
- 『Music Tonight From 青葉区ニッカ1番地』（2002年4月 - 05年9月）
- 『TBC Sports Paradise』※木曜担当(2007年4月 - 08年9月）
- 『ラジオドラマ フィッティングルームへようこそ』（2005年3月）
- 『葵と団十郎のサンデーAMO』※ラジオカー（2006年1月・08年1月）
- 『ラジオドラマ ジンタが響く村』(2010年1月）
- 『お笑い地産地笑バラエティ ゲラゲラ45』(2010年4月 - 9月）
- 『お笑い地賛地笑バラエティ ゲラゲラ60』(2010年10月 - 11年3月）
- 『お笑い地賛地笑バラエティ ガンバッペ魂』(2011年5月 - 20年3月）
- 『SHISEIDO 元気笑顔届け隊』（2011年6月 - 12月）
- 『NTT Docomo しゃべってコンシェル＠東北』（2012年8月）
- 『イイネ!ミュージックラブ』（2013年4月 - 15年3月）[14][15]
- 『宮川賢のまつぼっくり王国』（2019年8月）
- 『川崎町ちょこっとええもん』（2024年10月）
- 『En∞Voyage』（2025年2月）

NHK仙台
- 『MONKEY MAJICのオンバク』（2016年８月）

Datefm
- 『万代プレゼンツ お宝戦隊カイトルンジャー・ゲッターZ』(2007年10月 - 09年9月）
- 『Datefm的銀杏坂投資専門学校』（2013年1月 - 3月）
- 『FM的銀杏坂投資専門学校』※FM山形ネット(2013年7月 - 9月）
- 『Smile for miyagi』(2011年6月 - 14年8月）
- 『素適に!ナイスに!』(2013年）
- 『J-SIDE STATION』（2015年4月～19年3月）
- 『オオサキユノラジ』（2017年5月～2022年3月）

FM岩手
- 『MJ WAVE』（2002年1月 - 9月）

FM山形
- 『最上SPECIAL』（2006年6月）
- 『フレスポ特番』（2007年10月）
- 『わっ金ランド』（2009年4月 - 10年3月）
- 『コスモアースコンシャスアクトクリーンキャンペーン』（2011・12・15年）
- 『MAGIC』水曜日「YAMAGATA　ミュージックサロン」（2018年）
- 『喫茶DEナイト〜今夜もやっちゃうよ』[16]（2010年4月～19年3月）
- 『マジック・オン・フライデー(マジフラ)』(2019年4月～24年3月）
- 『ジェネラジ』(2025年5月6日）

ふくしまFM
- 『radioラボ』（2006年10月）

静岡エフエム放送
- 『K-mix おひるま協同組合』（2015年7月）

ラジオ3
- 『トワイライトウェーブスーパーウェンズデー』（2000年10月 - 01年3月）
- 『トワイライトウェーブ〜ワッキー貝山のラジッちゃお』（2007年10月 - 08年3月）
- 『DAIKEN tutor 〜ワッキーパパの大人のお片づけ〜』※FMいずみ同時ネット（2011年6月～18年3月）
- 『ワッキー村長のキツネ村通信』（2018年）
- 『レトロdeナイト』(2021年）

コミュニティFM
- 『ウェルサンピア仙台に行ってみよう』（仙台都市圏2局ネット：ラジオ3、FMいわぬま）（2001年10月 - 07年12月）
- 『ラフンナイドル』（3局ネット：FMいずみ、FMいわぬま）、ラジオ3）（2005年4月 - 07年12月）
- 『ラー国からの招待状』（3局ネット：ラジオ3、FMいずみ、FMじょんぱ）(2006年)

FMじょんぱ
- 『エコハウジングパークみやぎの』（2000年4月 - 12月）
- 東北楽天ゴールデンイーグルス（生実況）『GO!GO!イーグルス』（2005年）
- 『hot pot Kiroro』（2005年）

Rakuten.FM
- 『Night891』（2018年4月）

エフエムたいはく
- 『地球の自由人』（2021年10月～24年9月）

朝日放送
- 『M-1通』（2003年）

ラジオ関西
- 『谷五郎のこころにきくラジオ』（2013年8月）

文化放送
- 『吉田照美 飛べ!サルバドール』（2013年10月1日）

TBSラジオ
- 『おもしろ本No.1ここに決定！笑う本棚大賞2014』（2014年12月31日）[17]
- 『赤江珠緒 たまむすび』（2015年3月26日）
- 『爆笑問題 の日曜サンデー』（2015年10月）
- 『バナナムーン』（2022年3月25日）

ラジオ日本
- 『冗談スナイパー』（2020年1・2月）

ニッポン放送
- 『サンドウィッチマン ザ・ラジオショーサタデー』（2022年1月）

FM東京制作21局ネット
- 『Simple style－オヒルノオト』（2020年９月）

CBCラジオ
- 『つぼイノリオの聞けば聞くほど』（2024年8月）

## 舞台
- 『十一人の少年 /作：北村想』演劇祭90（1990年7月）- 初出演
- 『11ぴきのネコ /作：井上ひさし』（1990年10月）- 初めてのミュージカル
- 『死霊のはらわた/エルム街の悪夢』（1992年10月）- 初演出
- 『ウインズ・オブ・ゴッド /作：今井雅之』演劇祭94（1994年11月）
- 『パパ・アイ・ラブ・ユー /作：レイ・クーニー 』演劇祭95（1995年10月）
- 『銀河旋律/作、演劇集団キャラメルボックス』（1996年6月）
- 『ベルリンのおもちゃ箱』（オリジナル；演劇祭'96）（1996年11月）
- 『パレード旅団』/作、鴻上尚史（1997年6月）
- 『スイートホームズ探偵』/作、筒井康隆；演劇祭'97）（1997年11月）
- 『サンタクロースが歌ってくれた』（1999年6月）
- 八波一起プロデュース公演「井の中の蛙天を知る」（2001年6月）
- 仙台演劇祭02ファイナル公演『パルコ制作；人間風車』（2003年1月）- 仙台公演招聘プロデュース
- 劇団麦40周年作品『イーハトーボの劇列車』（2003年6月）
- 『井上ひさし笑劇集』(2009年6月）
- SENDAI座プロジェクト『マクベス』- 福島県いわき公演（2009年11月）
- SENDAI座プロジェクト復興支援プロジェクト『明日に向かって歌え！』- 仙台・東京公演（2011年6月）
- 東北えびす旗揚げ公演『わが町、えびす温泉物語』（2024年10月）
- 朗読劇『仙台藩黎明ノ記　天と地と海と』（サンファン館）（2024年11月）

他約50本のステージ出演
- 名取“突GEKI祭”『東北サカリPark』コント（1999年3月）
- 『S-PAL showing BOOM!!』（1999年4月 - 8月）※サンドウィッチマン初舞台
- 『笑って笑って360分』（名取市文化事業団主催）（1999年11月）
- 『お笑いライブ「旬者」』（2001年4月 - 05年6月）
- 『笑って笑って24時間（笑笑24）』（市民文化事業団主催）（2002年6月）
- 『ラーメン国技場・笑いの館〜仙台場所』（2005年10月 - 08年2月）
- 『仙台凱旋サンドウィッチマンショー』(2008年6月）
- 『みちのく寄席～寿芸夢』（東洋館）(2009年12月）※ワッキー＆大楽（大楽倫幸）として出演。
- 『R-1グランプリ』（2017年～19年）
- 『花座漫才カーニバル』（仙台花座）

## 映画
- 『じんじん』大地康雄主演（2013年）- 大道芸コンテスト司会役
- 『サバイバルファミリー』（2017年）※アパート住人役
- 『ラストレター』（2020年）※長田弘樹役
- 『ピストルライターの撃ち方』（2022年）※政治家役
- 『THE KILLER GOLDFISH』(2025年）※マスター役

## その他
- TV、ラジオCM出演、ナレーション・コンサート告知・各種PV・ナレーション

＝アフレコ＝*『破牙神ライザー龍』※アヴェス役
- コマーシャルソング企画・制作 （宮城蔵王キツネ村など）
- 東北楽天ゴールデンイーグルスVS中日ドラゴンズ交流戦（2005年6月7日、フルキャストスタジアム宮城）- 始球式

イベント出演
- 『コスモスジェネレーション』（新宿ネイキッドロフト）(2013年5月）
- 『ワッキー貝山セレクト 懐かしのガチャガチャ コスモス展』（2014・23年）
- 『ヴィンテージガチャガチャコレクション展』（2014年）
- 『コスモスネバーダイ』（阿佐ヶ谷ロフト）(2014年9月）
- 『MANDARAKE ミクロ館　ガチャガチャトークショー』（中野ブロードウェイ）（2016年11月）
- 『MANDARAKE 大まん祭　ガチャガチャトークショー』（中野サンプラザ）（2017年5月）
- 『昭和玩具とレトロゲームのみの市in東京』（2018年12月)※ゲームインパクト主催
- 『大阪ガチャガチャまつり』（2019年5月・9月・2020年9月・2024年8月)(ロフトプラスワンウエスト）
- 『ヴィンテージガチャガチャ展』（2019年７月27日～8月12日)(女川原子力PRセンター）
- 『昭和レトロガチャガチャ展at池袋サンシャインシティ』（2023年12月）
- 『昭和レトロガチャガチャ展in仙台』（2024年3月）
- 『昭和熱狂レトロガチャガチャ展atイオンモール京都』（2024年8月）
- 『モンテディオ山形ホーム戦シニアデー昭和レトロ展』（2024年10月27日）
- 『昭和レトロ展』(東急百貨店（吉祥寺）24年11月）・（井上百貨店（長野県松本市）25年1月）・（大丸福岡天神店（福岡県博多）25年2月）

（京急百貨店（横浜市上大岡）25年4月※山下メロ氏とトークショー
イベントMC
- M-1グランプリ東北戦（2003年 - 10年）司会
- お笑い集団ティーライズIGINARI LIVE
- ダイハツチャレンジカップ・DCTMダイチャレ東北ミーティング　DJ
- 仙台モーターショー（2005年・07年・09年・14年）
- ベガルタ仙台スタジアムDJ（2007年8月19日ザスパ草津戦）
- 『仙台青葉祭り『仙台七夕』『みちのくYOSAKOI祭り』『あきたYOSAKOIキッズ祭り』メイン会場司会
- 『白石市民春祭り』『白石夏祭り』『大崎市花火大会』『色麻町カッパのふるさと祭り』『三本木夏祭り』『大崎秋祭り』『田尻肉祭り』『千手観音祭り』司会
- 宮城ディスティネーションキャンペーン（2007年10月）- 総合司会
- 仙台お笑いコンテスト（2009年12月 - 15年9月）- 総合司会[18]
- 『水森かおり新曲披露イベント』（2010年・11年）
- 『コスモアースコンシャスクリーンキャンペーンin山形』*『リズムステーションクリスマスチャリティーオークション』*『GO!GO!WINTER!』
- 『第13回アジアオープンアームレスリング仙台』（2014年）- 総合司会
- 『JPDA日本プロドラコン選手権』DJ
- 『仙台市地下鉄東西線オープニングイベント』（2015年11月）
- 『定禅寺ストリートジャズフェスティバル』（2016・17・19年）
- 『ベトナムフェスティバルin仙台』（2015年・16年）
- 『24時間テレビ愛は地球を救う』（2016・23年8月）
- 『多賀城ビアサミット』（2017～19年・23年～）
- 『グリーンアイルランドフェスティバル』（代々木公園）（2017年3月～19年・23年・25年～）
- 『東北絆祭り』メイン会場MC（2017年6月・24年6月）
- 『鳴子音楽祭』（2017年）
- 『天童ラ・フランスマラソン』（2017・18年）
- 『グレートブリティッシュウィークエンド』（六本木ヒルズ）（2017・18年）
- 『ピョンチャンオリンピック羽生結弦パブリックビューイング』（2018年2月）
- 『瑞巌寺落慶慶祝前夜祭』司会（2018年6月）
- 『メルカリメルシーフェス仙台会場』ゲスト出演（2018年）
- 『東北楽天ゴールデンイーグルスホーム戦・ファン感謝祭・シーズン報告会』（2018・19年)
- 『農林水産省東北農政局主催　食べて応援しようin仙台』（2021・22・24年）
- 『第14回日本高校ダンス部選手権夏の公式全国大会』(2021年7月）
- 『ORI☆姫隊結成10周年記念第8回復興i-LAND in七ヶ浜』(2021年8月）
- 『東北仙南ランウェイ』（蔵王町）(2022年～）
- 『ホヤフェスティバル』(2022年～）
- 『新海苔だよ全員集合』（七ヶ浜町）（2022年～）
- 『あら伊達な道の駅夏祭り』（2023年～）
- 『サザンノジムカ』(2023年）
- 『ペットフェスティバルat松島離宮』（2023年～）
- 『哥麿会復興支援イベント』（2024年8月）
- 『ドリームカプセル真夏の感謝祭』（名古屋）（2024年8月）
- 『第11回山形まるごとマラソン』（2024年10月）
- 『仙台ガスフェア』（2024年11月）

## 連載
- 『Quanto』（2010年10月 - 12年7月)　ネコパブリッシング）-『ワッキー貝山のコスモス大爆発』
- 『アキバ総研』（2017年2月～2024年8月）『ワッキー貝山の最新ガチャ探訪』コラム
- 『月刊Zero23』（2017年6月～）『ワッキー貝山のピーカップ調査隊』コラム
- 『ペットマガジンARCHE!（アルシュ）』（2024年4月～）『モフモフガチャ』コラム

## 書籍
- 『愛しのインチキガチャガチャ大全〜コスモスのすべて』（2013年4月・双葉社）ISBN 978-4575305241
- 『素晴らしきインチキガチャガチャの世界〜コスモスよ永遠に』（2014年7月・双葉社）ISBN 978-4575307122
- 『日本懐かしガチャガチャ大全』（2016年1月・辰巳出版）
- 『最終決定版　インチキ・ガチャガチャの真相ーコスモス、その愛ー』（2016年10月・双葉社）
- 『ガチャ愛100％ワッキーが贈る　昭和レトロガチャ　最強コレクション』（グラフィックス社）(2020年8月）ISBN 978-4766134292

## 参加作品
- 『笑ing炎の上巻、ダークな下巻』（2001年）- お笑いビデオ
- 『聴・旬者』（2004年）- お笑いCD
- 『楽天イーグルスGOGOGOGO!』（2005年）- 楽天公認応援歌
- 『東北楽天ゴールデンイーグルス 5周年記念特別盤　ソングス・オブ・楽天イーグルス』（2009年12月23日、UFCW-1005、アップフロントワークス）[19]※2013年10月16日再発売
- 『笹かまラブソング　吉次とターラ』（2015年）

## 雑誌掲載
- 『EXceter vol.2』（ぶんか社）
- 『TVnavi』（扶桑社） ※東北6県版にて「元祖ワッキーは俺だ」コラム掲載（2006年7月号 - 07年12月）
- 『マンスリーよしもと』（2006年8月）
- 『産経新聞』（2007年4月10日、19面）
- 『CIRCUS MAX vol.5』（KKベストセラーズ）（2007年10月）
- 『ゲームラボ』（三才ブックス）（2007年8月、11月号）
- 『特冊新鮮組DX』（竹書房）(2008年5月）
- 『夜な夜なニュースいぢりバツラジ』（アスキー・メディアワークス）（2008年9月）
- 『るるぶ情報版 東北みちのくの旅 グランプリ』JTBパブリッシング(2009年）
- 『EX大衆』双葉社(2010年6月・14年7月）
- 『80年代こども大全集』宝島社(2011年6月）
- 『ファミ通GREE』(2012年3月）
- 『AERA』(2014年11月）
- 『Goods Press』徳間書店(2014年12月）
- 『季刊ルポ』(2015年3月）
- 『Flash』(2015年10月）
- 『懐かしホビー大全集』（エイ出版）(2016年2月）
- 『EX MAX!』（ぶんか社）（2016年10月・20年1月)
- 『Exciting　MAX！6月号』（ぶんか社）（2017年4月）
- 『コンプREXvol.8・10』（2017年5月・19年5月)（まんだらけミクロ館刊）
- 『JAPAN TIMES』（2017年8月20日号）※TIME　OUTコーナーにてカプセルトイコレクターとして
- 『仙台大人の情報誌りらく12月号』（2018年12月)
- 『コスモスベンダー コスモス本06』（2019年8月）
- 『80年代モノアーカイブス(別冊ライトニング)』（エイ出版）(2019年10月）
- 『実話ナックルズ』（大洋図書）(2019年10月・20年1月・25年4月）
- 『昭和39年の俺たちvol.2』（一水社）(2020年7月）
- 『NOW IS.52』（宮城県震災復興本部）（2020年9月）
- 『昭和50年男』（クレタパブリッシング）（2020年12月）
- 『AERA』(朝日新聞出版）(2021年1月11日増大号）※ガチャ記事インタビュー
- 『ナックルズ極ベスト vol.31』（大洋図書）(2021年3月）
- 『COLER』（プレスアート）(2021年10月）
- 『ARCHE!』vol.9（宮城版）（2021年12月）
- 『女性自身』（光文社）（2022年2月22号）
- 『なとらじプラス』（2023年）
- 『ワッキー貝山のコスモス台紙コレクション』（2024年）※コミックマーケットに参加

## 配信記事
『文春オンライン』
- 「サンドウィッチマンが仙台で「もう辞めます」と告白した夜《先輩芸人が明かした苦悩》」（2020年8月2日）https://bunshun.jp/articles/-/39424
- 「なぜこれをガチャガチャに？「謎ガチャ」ベスト50」（2020年11月2日）https://bunshun.jp/articles/-/41248
- 「ナゾの怖ガチャベスト50」（2020年12月12日）https://bunshun.jp/articles/-/42126
- 「謎のタレントガチャベスト50」（2021年1月10日）https://bunshun.jp/articles/-/42745
- 「謎のセクシーガチャベスト50」（2021年2月23日）https://bunshun.jp/articles/-/43585
- 「サンドウィッチマンの兄貴”が綴る楽天イーグルス大好き芸人の話」(2021年5月16日）https://bunshun.jp/articles/-/45143
- 「約10万個所有のコレクターが綴る“楽天ガチャ”の世界」(2021年6月2日）https://bunshun.jp/articles/-/45299
- 「謎のスポーツガチャベスト30」（2021年7月30日）https://bunshun.jp/articles/-/47428

## アプリ
- 『コスモス　ガチャガチャBOX機』(2015年6月配信）[20][21]
- 『コスモス2　ガチャガチャBOX機』(2015年10月配信）
- 『新コスモス　ガチャガチャBOX機』(2024年3月android版配信）